# Pomatorhinus ruficollis
La cimitarra cuellirrufa (Pomatorhinus ruficollis) es una especie de ave paseriforme de la familia Timaliidae propia del sur de Asia.

## Distribución y hábitat
Se extiende desde el Himalaya y hasta la China, distribuido por el norte de la India, Bangladés, Bután, Nepal, Birmania, norte de Laos y Vietnam, y la mayor parte de China. Su hábitat natural son los bosques húmedos subtropicales.